# Delonte
 (juin 2023).
Delonte est un prénom masculin, porté surtout aux États-Unis depuis la seconde moitié du XXe siècle et l'émergence des prénoms afro-américains (en).

## Personnalités portant ce prénom
Pour l'ensemble des articles sur les personnes portant ce prénom, consulter la liste générée automatiquement.
- Delonte Holland (1982-), joueur de basket-ball américain ;
- Delonte West (1983-), joueur de basket-ball américain.